# Монтальё-Версьё
Монтальё-Версьё (фр. Montalieu-Vercieu) — коммуна во Франции, находится в регионе Рона — Альпы. Департамент коммуны — Изер. Входит в состав кантона Морстель. Округ коммуны — Ла-Тур-дю-Пен.
Код INSEE коммуны — 38247. Население коммуны на 1999 год составляло 2178 человек. Населённый пункт находится на высоте от 200 до 347 метров над уровнем моря. Муниципалитет расположен на расстоянии около 410 км юго-восточнее Парижа, 45 км восточнее Лиона, 75 км севернее Гренобля. Мэр коммуны — M. Christian GIROUD, мандат действует на протяжении 2008—2014 гг.
Динамика населения (INSEE):